# شهرستان فیلمور (نبراسکا)
شهرستان فیلمور، نبراسکا (به انگلیسی: Fillmore County, Nebraska) یک سکونتگاه مسکونی در ایالات متحده آمریکا است که در نبراسکا واقع شده‌است.

## خصوصیات
شهرستان فیلمور ۱٬۴۹۴٫۴۳ کیلومترمربع مساحت دارد.